# Roma fantastica
Roma fantastica è un film documentario del 2011 diretto da Luigi Cozzi. 
Il documentario, prodotto da Canal+, fa parte della serie Once Upon a City, prodotta dalla Fondivina Films e distribuita da Wide Management. In Francia è stato distribuito in dvd con lingua italiana su etichetta L'Harmattan.

## Trama
Si tratta di un viaggio attraverso Roma passando per moltissimi luoghi simbolo che hanno fatto da sfondo a molti film di genere e si parla di registi come Mario Bava, Riccardo Freda, Antonio Margheriti e Lucio Fulci.